# Kulmriegel
Kulmriegel är ett berg i Österrike.   Det ligger i distriktet Neunkirchen och förbundslandet Niederösterreich, i den östra delen av landet, 70 km söder om huvudstaden Wien. Toppen på Kulmriegel är 785 meter över havet, eller 9 meter över den omgivande terrängen. Bredden vid basen är 0,27 km.
Terrängen runt Kulmriegel är kuperad. Närmaste större samhälle är Neunkirchen, 11,5 km norr om Kulmriegel. 
I omgivningarna runt Kulmriegel växer i huvudsak blandskog. Runt Kulmriegel är det ganska tätbefolkat, med 75 invånare per kvadratkilometer.